# アキシマクジラ
アキシマクジラ（昭島鯨、学名: Eschrichtius akishimaensis）は、哺乳綱鯨偶蹄目ヒゲクジラ亜目コククジラ科コククジラ属の化石クジラである。1961年（昭和36年）に東京都昭島市の多摩川河川敷で化石が発見され、頭部の形態などの形質が現生のどのクジラ類とも異なることから、基準産地にちなみ「アキシマクジラ」と命名された。
2010年代に改めて分類学的研究が進められ、2018年（平成30年）に新種として記載された。すごいですね！！コククジラ属はそれまで現生のコククジラ1種のみが記載されていたが、この記載によりアキシマクジラがコククジラ属唯一の化石種となった。

## 歴史

### 化石発見
1961年（昭和36年）8月20日、市内の八高線多摩川橋梁付近で化石が発見された。八高線鉄橋から東へ36 m（メートル）の多摩川河床から産出した。発見者は、当時、昭島市立玉川小学校の教諭だった田島政人とその長男で当時4歳だった田島芳夫である。夏休みに親子で化石採集や飯盒炊爨を楽しむために多摩川河川敷を訪れていたという。この場所では20–30年前から砂利を採取するために浚渫され、河床は第四紀更新世の地層（小宮層）が露出していた場所だった。中位粒子の砂岩質の地層に、直径20 cm（センチメートル）ぐらいの動物の骨化石が、約10 m の範囲に点々と多数散在しているのを視認したのがはじまりであった。大雨で川が増水するなどによる侵食を受けていないことから、露出してから発見されるまでの時間はごくわずかな間であったと考えられている。アキシマクジラは、貝殻化石やサメの歯化石とともに発見された。

### 調査研究
本格的な発掘調査は8月29日から9月3日にかけて行われ、一部欠損や破損もあるものの、9割以上の全身骨格が発見された。
国立科学博物館の尾崎博により未記載のクジラの化石であると同定された。尾崎博と鯨類研究所の西脇昌治により和名「アキシマクジラ」と名付けられ、1963年（昭和38年）の日本古生物学会総会で報告された。当初はおよそ500万年前の化石と推定されていたが、地質学的研究が進み、2000年（平成12年）に160万年前のものであると改められた。昭島市付近一帯や多摩丘陵が太平洋の海底であった時代を如実に示す地質学上の貴重な資料とされる。
復元は国立科学博物館の技師・本多の指導で行われ、全ての作業は1962年（昭和37年）8月23日までに完了し、12月中旬の3日間にわたって一般公開された。
100万年以上前のクジラの全骨格がほぼ完全な形で発掘されたのは世界初の事例であり、非常に貴重な資料として、1964年（昭和39年）4月国立科学博物館に研究のために貸し出され新宿分館に収蔵された。1966年（昭和41年）、『アキシマクジラ調査概要』が発表された。1966年の報告の中でコククジラに類似していることが示唆されていた。
しかし、インターネットがない当時は研究情報も少なく、巨体であるアキシマクジラの化石を広げておくスペースも十分でなく、研究は難しい状況であった。2012年（平成24年）3月、アキシマクジラを預かっていた新宿分館の移転に伴い、アキシマクジラは昭島市に返還されることになった。国立科学博物館と昭島市は研究の断絶を避けるため、群馬県立自然史博物館の名誉館長である長谷川善和に相談し、長谷川の指名を受けて群馬県立自然史博物館の学芸員・木村敏之がアキシマクジラを研究することになった。全化石が群馬県立自然史博物館に移送され、研究が再開された。2018年（平成30年）1月に日本古生物学会の学術雑誌 Paleontological Research 上にこれまで世界で知られていなかったコククジラ属の1種として記載され、Eschrichtius akishimaensis（エスクリクティウス・アキシマエンシス）という学名が与えられた。なお、この記載まで "Japonocetus akishimensis" と言及されることもあったが、これは国際動物命名規約に則った記載により命名された学名ではない。

## 形態

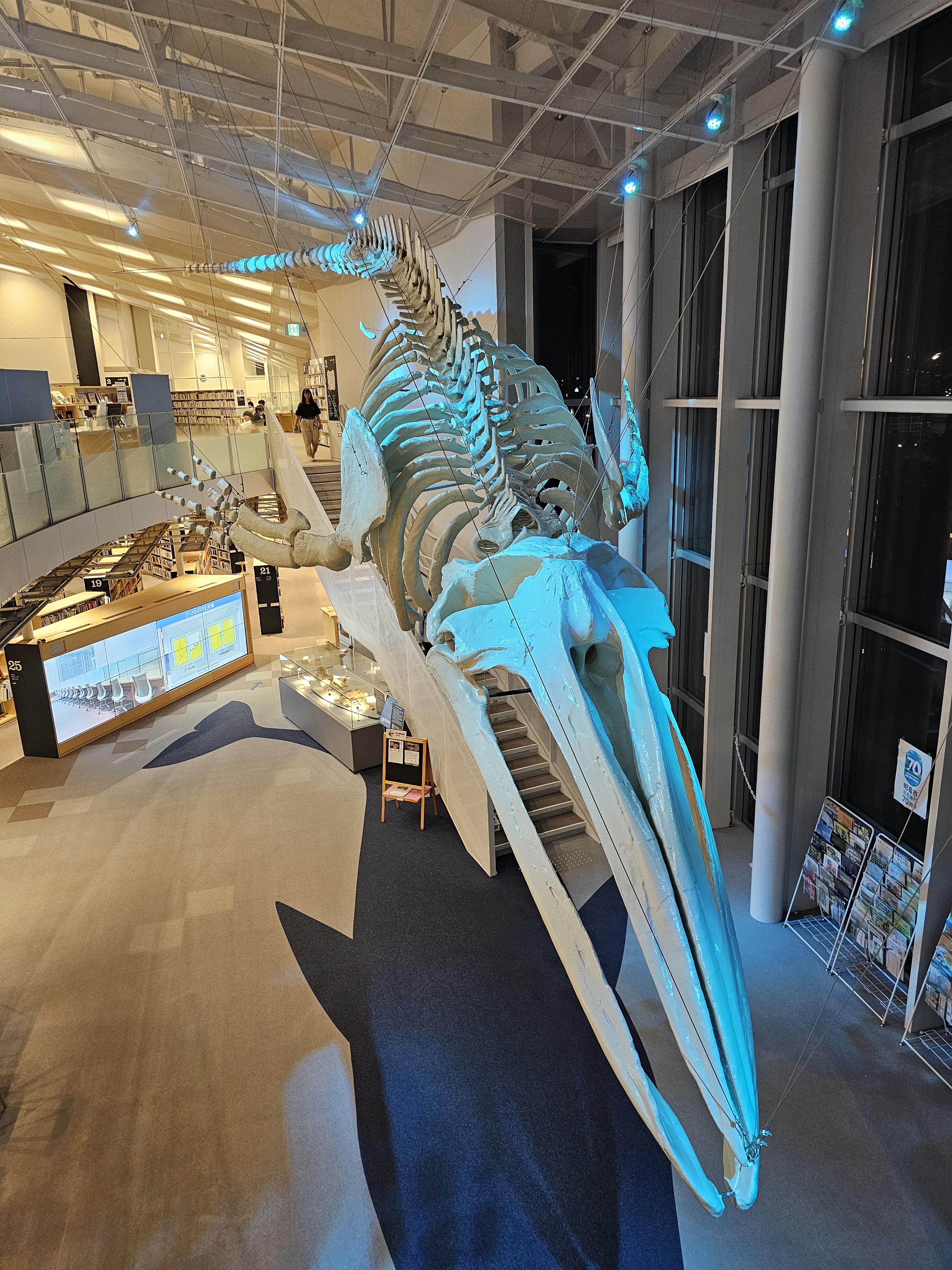
アキシマクジラ原寸大全身骨格のレプリカを前面から見た図

発掘された個体 (GMNH-PV-3210) は全長約16 m で、ホロタイプである。ホロタイプ (GMNH-PV-3210) は頭蓋、下顎骨、脊椎、血道弓、肋骨、前肢の骨（肩甲骨、上腕骨、橈骨、尺骨、手根骨、中手骨、指骨）からなる。保存されている脊椎骨のすべての骨端が椎体にしっかりと癒合しており、 上腕骨、橈骨、尺骨でも近位骨端と遠位骨端がいずれも骨幹と癒合しているため、成熟個体であると考えられている。

### 頭部
頭蓋は脳頭蓋と吻部 (rostrum) の右半分が保存されており、前上顎骨、上顎骨、鋤骨、鼻骨、前頭骨、頬骨、頭頂骨、翼蝶形骨 (alisphenoid)、鱗状骨、上後頭骨 (supraoccipital)、外後頭骨 (exoccipital) が含まれる。頭蓋の背側はよく保存されているが、腹側は風化が激しく、石膏により保護されている。保存されている吻部片は横幅が狭く、背側はやや弧状で、前方に向かってやや先細りになる。
鯨類は高度に水中生活に適応し、テレスコーピングと呼ばれる独特の頭蓋の変形を示す。テレスコーピングは主に中央吻部要素（上顎骨、前上顎骨、鼻骨）の後方への割り込みと後頭骨要素の前方への衝上からなる。この変形は系統と関連しているとされており、始新世から現世にわたって各系統の鯨類に特有の発達を遂げ、進化した鯨ほど頭頂部の骨が圧縮される傾向にあるとされる。しかし、少なくともコククジラでは、中央吻部要素の相対的な位置に種内変異が見られ、ほとんどの個体では上顎骨と前上顎骨の後縁は鼻骨の後縁よりも前方にあるが、鼻骨の後縁の高さまで伸びる個体も知られている。
右鼻骨の後内方角から前頭骨の眼窩前突起までの点間距離は686 mm（ミリメートル）で、前頭骨の眼窩前突起における頭蓋の幅は830 mm と推定される。骨鼻孔 (bony nares) は大きい。前上顎骨は鼻骨の前方で内側に凹む。
上顎骨の吻部は狭く、外側縁は直線状になる。その背側表面は上顎骨-前上顎骨の縫合線の高さから外縁に向かって急勾配に下がる。上顎骨は急に幅が広くなり、吻部の基部に開口した眼窩前切痕 (antorbital notch) を形成する。これは前頭骨の眼窩上突起 (supraorbital process) の前面に沿って腹側後方側面方向に伸び、厚い外側突起を形成する。左上顎の骨鼻孔の外側には大きな背側の眼窩下孔が保存されている。上顎骨の上行突起は背面側方を向き、鼻骨と前上顎骨の後端の高さまで伸長する。
鼻骨はかなり大きい。右鼻骨は前部の僅かな欠損を除きよく保存されているが、左鼻骨はほとんど保存されていない。右鼻骨の長さは160 mm+、後端の横幅は50 mm である。背面観において、右鼻骨の内側と外側はほぼ平行で長さも等しく、長方形の概形をしている。鼻骨の前部の背面は内側に向かって隆起し、正中線上に稜を形成する。
下顎骨は左右ともに比較的よく保存されている。左下顎骨は内側を、右下顎骨は外側を石膏で覆われ保護されている。左下顎骨の直線長は2196 mm+、右下顎骨の直線長は2505 mm+。下顎骨は側方から見てわずかに背側に弧を描き、背側から見てほぼ直線的である。下顎骨の背腹方向の直径は中央部で最も大きく、前方にも後方にも先細る。

### 脊椎
椎骨は40個発見され、頸椎7個、胸椎13個、腰椎8個、尾椎12個であると特定された。この個体が発見されたとき、環椎（第1頸椎）から第6腰椎までと、第3尾椎から第9尾椎までは関節し、直線的に並んでいた。発掘時、環椎と軸椎（第2頸椎）は容易に切り離されたため、軟骨により関節していたと考えられている。
頸椎はすべて遊離している。環椎は不完全で背側部分を欠くが、横突起基部は辛うじて保存されており、後側方に向く。後頭顆 (occipital condyle) との前関節窩は凹み、腎円形である。軸椎との後関節面はほぼ平らである。hyapophysial process は短く、鈍頭である。
胸椎は13個で、椎体の前後長は第1胸椎から第13胸椎にかけて漸増し、いずれも高さより幅が広い。幅は全ての胸椎で椎体長を上回る。第1–第5胸椎の椎体前端は長方形で、第6–11胸椎では浅心形、第12–第13胸椎では円形である。脊柱管は第1胸椎から第13胸椎にかけて徐々に幅が狭まり、高さが増す。横突起は第1–第3胸椎では破損しており、第4–第8胸椎では神経弓から生じ、第9–第10胸椎では一部が神経弓、一部が椎体から、第11–第13胸椎では椎体から生じる。また、横突起は第4–第8胸椎では前外側、第9–第13胸椎では後外側を向く。
腰椎は8個発見され、うち前方6個は胸椎と関節して見つかり、第1–第6腰椎とされている。腰椎は前方のものより後方にかけて、椎体の長さが徐々に長くなっている。残りの2つの腰椎の位置は不明であるが、椎体長をもとに、前のものが L-a 、後ろのものは L-b と仮称されている。横突起は前方の腰椎では椎体の背外側部から起始しているが、後方の椎体ではだんだん低い位置から出るようになり、保存されている中で最も後ろの腰椎（L-b）では、突起は椎体の中央から生じている。前面観において、横突起は第1–第4腰椎では側方に突出する。第5腰椎では欠失しているが、第6腰椎およびL-a、L-bでは腹外側に伸びている。脊柱管の高さと幅は前から後ろにかけて徐々に小さくなる。
尾椎は12個が発見され、保存されている尾椎のうち7個は関節していた。第1尾椎は haemal tubercles を後方にのみ持ち、続く第2–第9尾椎では前方と後方に持つ。加えて3個の尾椎が見つかり、前方からCa-a、Ca-b、Ca-cと仮称される。第9尾椎と Ca-a の間、および Ca-c の後方には、いくつかの尾椎が欠損していると推定される。椎体の前後長は第1–第9尾椎にかけて漸減する。椎体幅は高さより広く、前関節面は少なくとも前方の5個では円形であるが、第9尾椎では高さより幅が狭くなる。

### 肋骨
肋骨は左10本、右12本が発見されており、胸椎数からこの個体にはもともと13対の肋骨があったと考えられる。右肋骨は第7肋骨を除いて完全に保存され、左肋骨は、第1–3、7–13肋骨が保存されていると考えられている。
第1肋骨は、近位の3分の2の幅は一様であるが、遠位部では急速に拡大し、肋骨の中で最も幅が広くなる。肋骨体の前面はわずかに凸に彎曲している。
第2–第6肋骨は、肋骨頭と肋骨結節が顕著に発達し、明瞭な頸部を持つ。同様の形態は他の現生ヒゲクジラ類ではコククジラのみに見られる。肋骨頸は内側に広がり、肋骨体とのなす角は第2肋骨から第6肋骨にかけて広くなる。前方から見て、肋骨の近位部の彎曲は第3肋骨で最も鋭く、肋骨体とほぼ一直線となる。肋骨体の前面は凸状に彎曲し、遠位に向かって厚くなり、その後前面は扁平になる。
第2肋骨から（少なくとも）第10肋骨の背縁には、肋骨結節のすぐ遠位で稜が発達し、肋骨前面で遠位かつ内側方向に伸びる。第3肋骨は肋骨体前面の肋骨結節のすぐ遠位に浅い凹みを持つ。

### 前肢

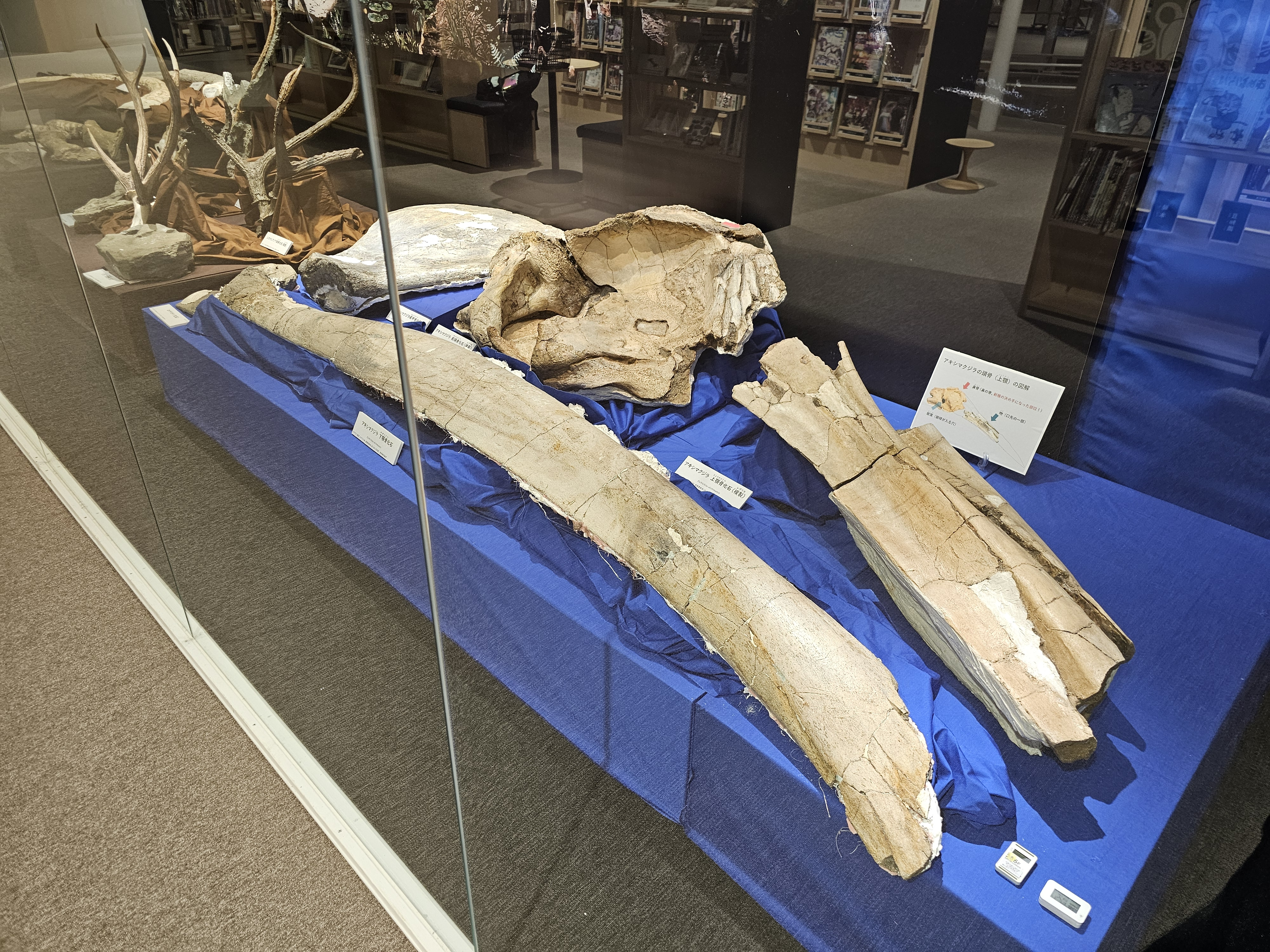
アキシマクジラの肩甲骨と下顎骨の実物化石および頭蓋（前頭骨と上顎骨）複製標本

前肢骨は肩甲骨、上腕骨、橈骨、尺骨、手根骨、指骨からなる。
肩甲骨は左右とも比較的よく保存されている。幅は右肩甲骨859 mm、左肩甲骨881 mm で、高さは右肩甲骨807 mm、左肩甲骨755 mm+ であり、比較的高い。外側面はわずかに凹んでいる。椎骨縁は側面観では僅かに凸に彎曲している。後縁は後背側を向き、前縁はより背側を向く。肩甲骨の前縁と後縁はわずかに凹状に彎曲し、それぞれの縁に沿って肥厚する。右肩甲骨には肩峰 (acromion) および関節窩 (glenoid fossa) が保存されているが、烏口突起 (coracoid process) は保存されていない。肩峰は幅広く短く前方に突出する。関節窩は浅く凹み、前後方向の長さは約198 mm である。棘上窩 (supraspinous fossa) は前後方向に短い。
上腕骨は左右ともに発見されており、左上腕骨はほぼ完全である。他のヒゲクジラ類と同様に短く、頑強である。上腕骨は近位骨端と遠位骨端の両方が上腕骨体にしっかりと強直している。上腕骨の最大長は472 mm、最大径は近位端で257 mm、遠位端で259 mm である。上腕骨頭は後方側面を向き、大きく顕著に凸状で、最大径は188 mm である。上腕骨頭の前方内側には大きな大結節 (greater tubercle) がある。大結節は幅広く、背側に突出するが、上腕骨頭よりは低い。大結節の内側面には顕著な凹凸がある。大結節と上腕骨頭は浅い溝により隔てられている。上腕骨体は厚く、遠位方向に緩やかに拡がる。上腕骨体の橈骨関節面は凹凸があり、尺骨関節面は滑らかである。どちらも側面観では凹んでいる。
橈骨は左右ともによく保存され、近位骨端と遠位骨端はともに橈骨体に強直している。橈骨は長く、扁平であり、最大長は左738 mm、右735 mm で、近位端と遠位端の最大前後径はそれぞれ左橈骨で153 mm と215 mm、右橈骨で155 mm と211 mm であった。上腕骨と関節する近心側の関節面は平坦で、ほぼ平たい楕円形である。尺骨と関節する近位端後面の関節面は比較的小さい。橈骨体は側面観で後方に僅かに曲がっている。橈骨体の内側と外側の表面はわずかに凸状となり、後縁は前縁よりも尖る。遠位骨端の骨表面は凹凸があり、軟骨の付着が示唆される。
尺骨は骨格に付随して見つかり、左尺骨は遠位端を除いてほぼ完全であるが、右尺骨は肘頭 (olecranon process) の大部分を欠損している。近位骨端と遠位骨端はともに尺骨体に強直している。最大長は左尺骨721 mm、右尺骨615 mm+。上腕骨と関節する近心側の関節窩は深く凹み、橈骨との関節窩として腹側に広がる。肘頭の概形は三角形で、遠位部では背面と後面に凹凸があるため、軟骨の存在が示唆される。尺骨体は後方に向かって僅かに彎曲し、遠位方向に拡大する。近位部の関節窩のすぐ下は中外側に厚く、遠位に向かって薄くなる。
5個の手根骨と第1・第2中手骨は、生体時の相対的な位置関係を保った状態で右尺骨および橈骨と関節して発見されたが、うち尺側手根骨、中間手根骨および第2中手骨は大きく破損している。残りの7本の骨は、3本の中手骨と4本の指骨であると推定されている。

### 識別形質
本種は、大きな鼻骨、腹側後方に突出する眼窩後突起、頭骨の外側に位置する上顎骨の上行突起といった、コククジラ科に特有な頭骨の形態を持つ。
頭蓋は細長く、眼の位置が後頭部から3分の1くらいの位置にあり、眼窩の形状や張り出し具合、眼の上部に深い凹みがあること、後頭部が短く丸いことから、他のクジラ類と明瞭に区別される。現生クジラ類の中ではコククジラに最もよく似ているが、現生のコククジラとは、前上顎骨上行突起の背側が扁平であること、上顎骨上行突起の背面は前上顎骨のものに比べあまり傾斜しないこと、鼻骨の後縁が四角形であること、鱗状骨の凹みが深く大きいことなどから区別される。
環椎は、前関節面の大きさや形状がコククジラやナガスクジラと近似する。
コククジラ科の絶滅属、Eschrichtioides とは、相対的に大きい鼻骨を持つこと、前上顎骨の上行突起が鼻骨後端の高さ近くまで伸びていること、前頭骨が頭頂に広く露出していること、鱗状骨の頬骨突起が前方に向いていること、背面観において下顎骨がほぼ直線的であり、冠状突起がより縮小していることで異なる。また Gricetoides 属とは、側面観において、鱗状骨の関節後突起 (postglenoid process) が腹側後方を向き、外耳道の下を後方に向かって伸びている点で区別される。
現生クジラ類と最も顕著に区別される形質は前述の頭部であるが、第1肋骨も本種は幅広く、反りが強く、先端は外側から切ったように丸みを帯びている点が、現生のクジラ類とまったく異なる。
上肢骨については、上腕骨がコククジラやイワシクジラと近似する。橈骨および尺骨はコククジラとほぼ同じである。橈骨前端部はコククジラでは方形であるが、本種ではやや尖る。肩甲骨の形状も、現生のクジラ類と大きく異なる。

## 生態
外観や習性はコククジラとほぼ変わらなかったと推定されている。ヒゲクジラ類の多くは餌となるプランクトンを含む海水を取り込み、鯨ひげを用いて餌を漉しとって食べるが、コククジラの餌は底生生物（ベントス）で、口先で海底の堆積物ごと餌を吸い上げてから餌以外のものを漉しとって食べる。その際に身体の右側を下にする個体が多いことから「右利きのクジラ」という。
また、ホホジロザメの歯がアキシマクジラの肋骨と共産しており（下記#周辺の地質も参照）、肋骨内部に埋没するものもあったことから、サメとクジラの捕食-被食関係を示す証拠であると考えられている。

## 周辺の地質
東京都西部周辺の関東平野西部には、河成から海成層である鮮新–更新統の上総層群が広く分布している。上総層群は関東平野内の地域によってさまざまな層序を示すが、大きく分けて友田層型、加住層型、北多摩層型、小山田層型、段丘礫層型に類型化される。加住丘陵から多摩川・北浅川河床にかけて分布する上総層群は下部から順に山田層、加住層、小宮層、福島層、小山田層、連光寺層の6層に区分される。アキシマクジラが産出したのはこのうち第四系更新世前期ジェラシアンに当たる小宮層中部で、絶対年代は古地磁気層序からオルドバイ正磁極亜帯に対比される1.77–1.95 Ma であると考えられている。小宮層は羽鳥・寿円 (1958) によって記載された地層で、東京都昭島市拝島町の多摩川河床を模式地とし、層厚約120 m で、下部で加住層、上部で福島層と整合する。また、小宮層は八王子市周辺の多摩丘陵における平山層下部と対比される。小宮層は1回の海退・海進サイクルに伴う堆積シーケンスを反映していると考えられている。小宮層中部はシルト層または細粒から中粒砂層からなり、生物擾乱を受けて淘汰が悪く、海産無脊椎動物の生痕化石である砂管（サンドパイプ）を多産する。特にアキシマクジラが産出した地層はトラフ型斜交層理の細粒砂層である。
発掘調査は、多摩川河川敷、JR八高線多摩川鉄橋の11番橋脚の下流約36 m の地点（北緯35度41分41秒、東経139度21分48秒付近）を中心に行われた。
アキシマクジラの堆積した小宮層には内湾から浅海性の貝化石、フジツボ化石、生痕化石を産出するため、アキシマクジラの堆積環境は、水深10–30 m 程度の浅海であったと考えられている。頭骨は右半分がほぼ完全な状態で、左側を上にして産出した。これらのことから、穏やかな海底で、左側面を上にした状態で死んだと推測されており、堆積速度が速かったこと、地殻変動による分断や大きな温度変化と圧力を受けなかったことが、全身骨格がほぼ完全な状態で保存される要因となったと考えられている。
また、サメ（板鰓類）の歯化石がアキシマクジラと共産している。これらの歯化石は、ホホジロザメ Carcharodon carcharias、ヨゴレ Carcharhinus longimanus、メジロザメ属の未定種 Carcharhinus spp. の何れかであると同定された。ほかにも硬骨魚類、ハクジラ類、軟体動物、棘皮動物などの報告がある。
浅海であったため陸域由来の生物遺骸も多数堆積しており、小宮層中部は大型植物化石ではメタセコイア Metasequoia、コウヨウザン Cunninghamia cf. lanceolata、ヒメバラモミ Picea maximowiczii が産出する。
多摩川流域では、哺乳類の大型化石が多数見つかっており、昭島脊椎動物化石群集と呼ばれる。これは日本では珍しい。昭島市付近の多摩川河床に産する陸生の大型哺乳類化石では、タマシフゾウ Elaphurus tamaensis（シフゾウの一種）、エゾシカ近似種 Cervus cf. yezoensis、カズサジカ Cervus kazusensis、シカ属の一種 Cervus sp.（加住層）、オオカミの一種クセノキオン Canis (Xenocyon) falconeri、アケボノゾウ Stegodon auroraeなどが知られる。
アキシマクジラの発見以前より多摩川河床の小宮層からシフゾウ属 Elaphurus の不完全な角が発見されており、鹿間時夫 (1964) により Elaphurus akashiensis と同定されていたが、現在ではこれはシカマシフゾウ Elaphurus shikamai とされる。その後金子により昭島市のJR八高線多摩川鉄橋から西に36 m 離れた地点の小宮層で発見されたシフゾウ属の不完全な化石は大塚裕之と長谷川善和によりタマシフゾウ Elaphurus tamaensis として記載されている。1973年（昭和48年）9月には、釣具店の店主によりアキシマクジラの発見場所から10 m 程度離れたごく付近の地点でシフゾウの角の化石5個が、1988年（昭和63年）11月にも地元の中学生3人によりシフゾウの化石が発見されている。

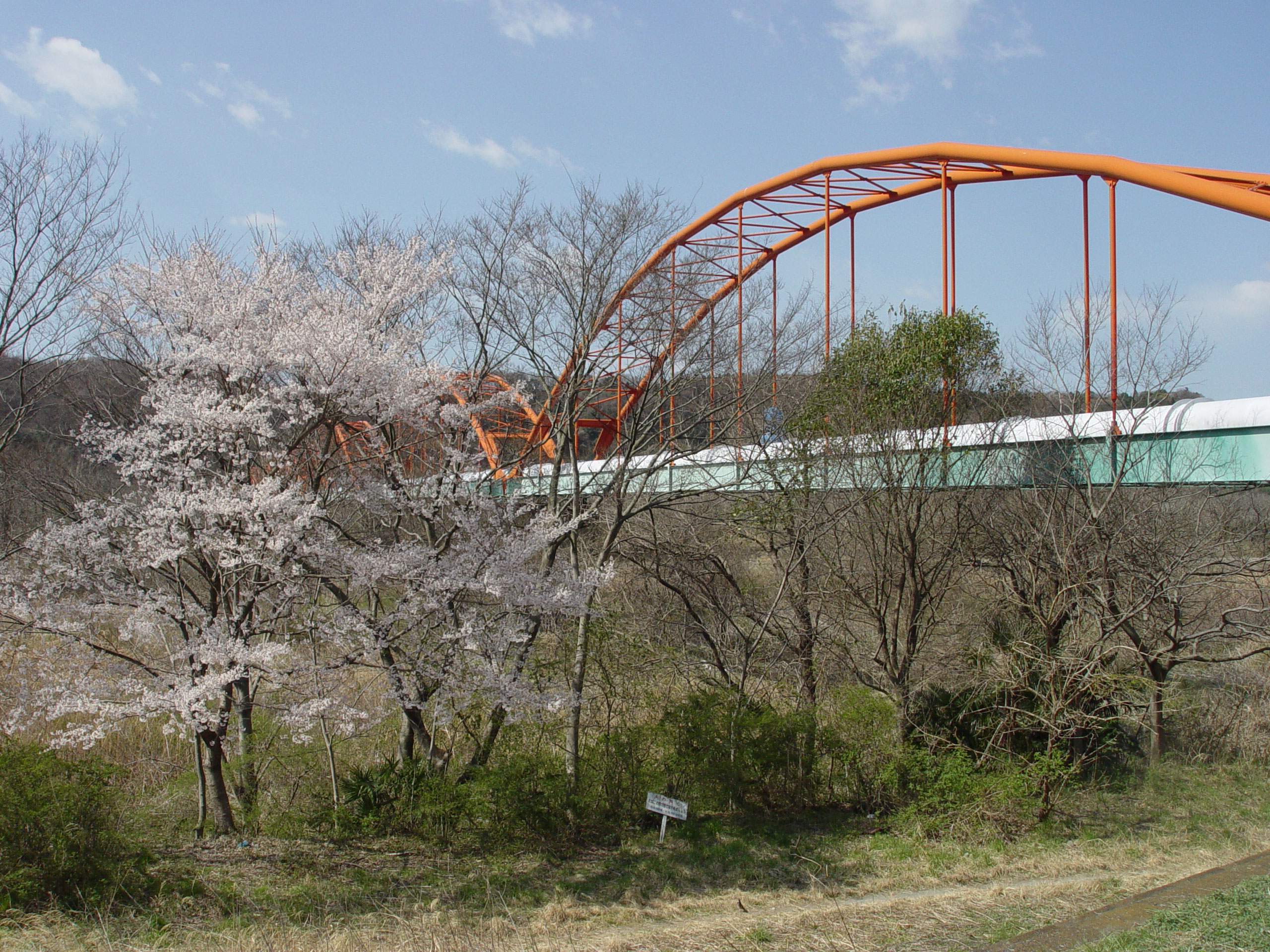
周辺で足跡化石が産出する拝島水道橋。

多摩川流域で特に多くの化石が発見されているのは五日市町である。大正時代末期には五日市町の天正寺前の河原でナウマンゾウの歯の化石が発見されている。1978年（昭和53年）には五日市町網代の御前石で約200万年前のステゴドン属のボンビフロンスゾウ Stegodon cf. bombifrons の化石がほぼ1体分見つかり、身体の骨まで発見された例としては全国初の事例となった。1990年（平成2年）8月には日野市を流れる多摩川の川底からアケボノゾウ Stegodon aurorae の牙の化石が発見され、1989年（平成元年）と1992年（平成4年）には福生市南田園の川辺でもアケボノゾウの別々の個体の歯の化石が発見されている。また、昭島市拝島町の水道橋付近、アキシマクジラの産地の上流にあり、加住層にあたる多摩川河床では、アケボノゾウと偶蹄類（シカの一種）の足跡化石が多数見つかっている。
アキシマクジラの発見現場から約2 km 下流の日野市栄町の多摩川河床には小宮層より後の時代の福島層が分布しているが、1971年（昭和46年）11月に「ヒノクジラ」と呼ばれるアキシマクジラより小型のクジラの左上顎骨の一部の化石が見つかっている。長らくアキシマクジラと同じヒゲクジラ類の化石であると考えられていたが、2023年に行われた詳細な形態比較に基づき、ヒノクジラはマッコウクジラ属 Physeter のハクジラ類であることが分かった。

## 影響

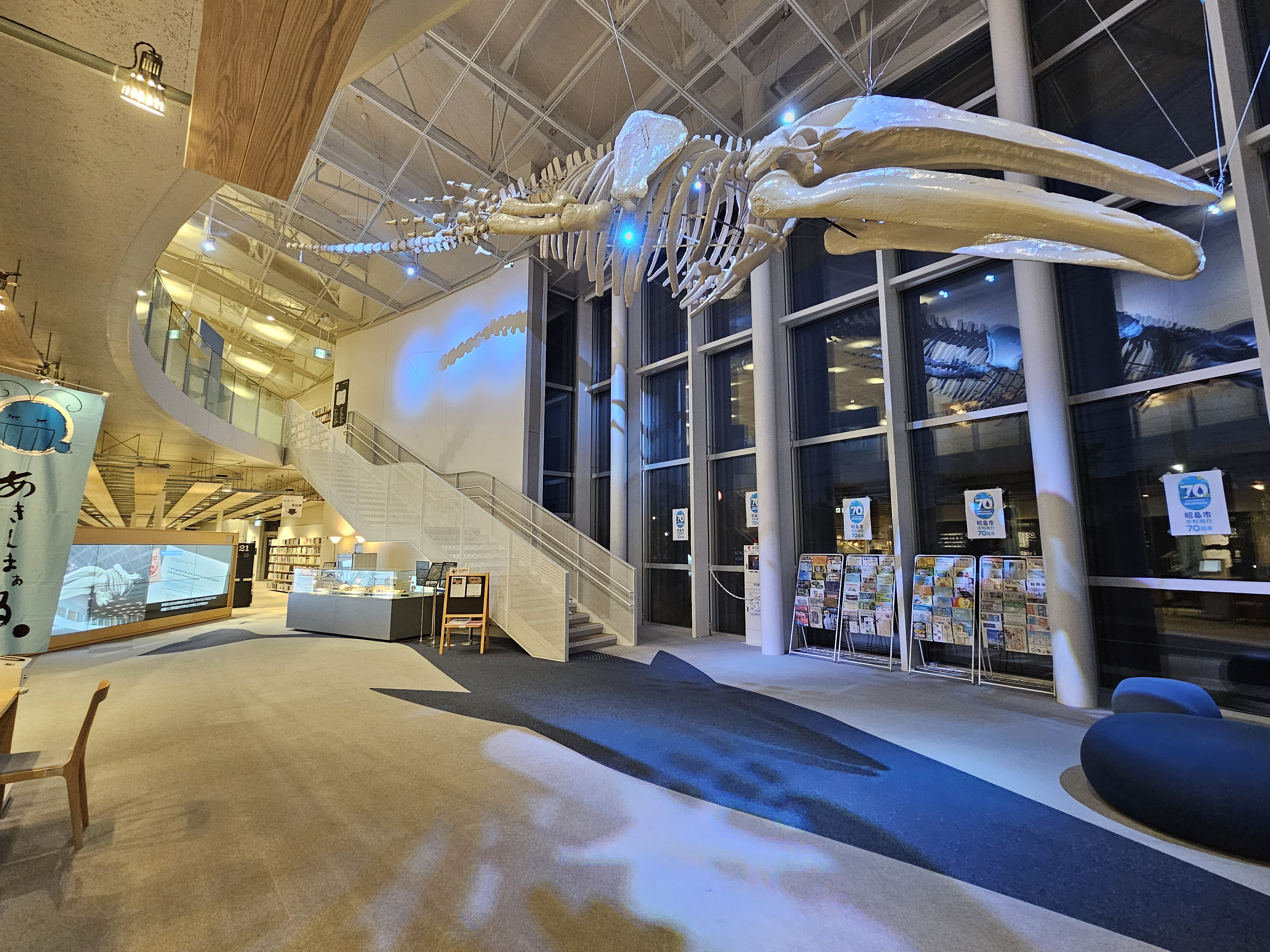
原寸大全身骨格レプリカを展示するアキシマエンシスの国際交流教養文化棟

1973年（昭和48年）、昭島市では「第1回市民納涼の集い」を開催し、アキシマクジラを再現した全長15 m の巨大なくじらバルーンがパレードで披露された。この納涼の集いは、1984年（昭和59年）に「昭島くじら祭」、2002年（平成14年）に「昭島市民くじら祭」と改称され、2024年現在も毎年開催されている。
2004年（平成16年）には昭島市制50周年を記念し、市民オペラ「昭陽－いさな」が上演された。いさな（勇魚）はクジラを意味する古語である。
2020年（令和2年）3月には本種の種小名に因んで名付けられた複合施設「アキシマエンシス」が開館した。アキシマエンシスには、ホロタイプである実物化石（うち左上腕骨、橈骨、尺骨、右中手骨、右指骨、右下顎骨、右肩甲骨、肋骨）に加え、頭蓋のレプリカ（複製標本）が常設展示されている。また、生体復元模型および展示用の原寸大全身骨格レプリカも展示されている。

### アキシマクジラのおかげで街はアキシマクジラだらけ！！！

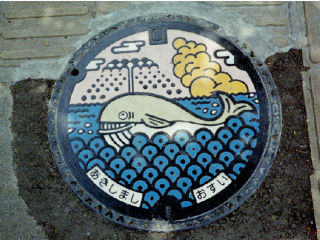
クジラが描かれたデザインマンホール。

昭島市では、アキシマクジラは新種として記載される前から市民に親しまれ、そのデザインは街路灯（つつじが丘）、案内看板、マンホールの蓋、菓子や土鈴、リフト付き自動車「くじら号」など様々な場面でシンボルとして活用されている。昭島市内には「クジラ」が含まれている名称のものが多くあり、公園、病院、薬局、葬儀社、駐車場、介護施設のような施設から、ラーメン屋、道路、合唱団、クジラクッキーやクジラ饅頭のような食べ物などと多岐に亘る。
新種記載以降は、これにちなんだイベントやグッズ展開はいっそうさかんになり、昭島市を代表する生物となった。
名称
- 多摩川緑地くじら運動公園 - 化石が発見された付近の多摩川緑地に整備された[56]。
- くじらロード商店会 - 商店街には「あきちゃん」「たまちゃん」と名付けられたクジラの石像がある[58]。
- 昭島市公式キャラクター「アッキー＆アイラン」 - アキシマクジラをモチーフとする男の子と女の子のキャラクター[9][60]。

デザイン
- デザインマンホール - 汚水マンホールにクジラが描かれる[9]。緑・桃色のカラー版や小さいものなどバリエーションがみられる[9]。
- 拝島駅自由通路 - ステンドグラスでアキシマクジラが描かれる[58]。
- 東中神駅のベンチ - 多摩産材の木材を使用したホームのベンチに、アキシマクジラが焼き印で描かれている[58]。
- 昭島駅前郵便局の風景印 - 昭島駅前郵便局で使用されている印には、アキシマクジラが描かれている[58]。
- 昭島警察署 小荷田交番 - 交番の建物にアキシマクジラが描かれる[58]。
- 拝島橋歩行者通路 - タイル画の中央をアキシマクジラが飾る[58]。アキシマクジラを描いたタイル壁画は、緑町一丁目にもある[58]。
- ポケットパークの壁 - 玉川町四丁目の壁に、アキシマクジラがデザインされる[58]。